# Тюлюк (приток Юрюзани)
Тюлю́к (баш. МФА: Төлөко файле) — река в России, протекает в Республике Башкортостан и Челябинской области, в Учалинском и Катав-Ивановском районах соответственно. Устье реки находится в 340 км по правому берегу реки Юрюзань на высоте около 500 м над уровнем моря. Длина реки составляет 25 км.

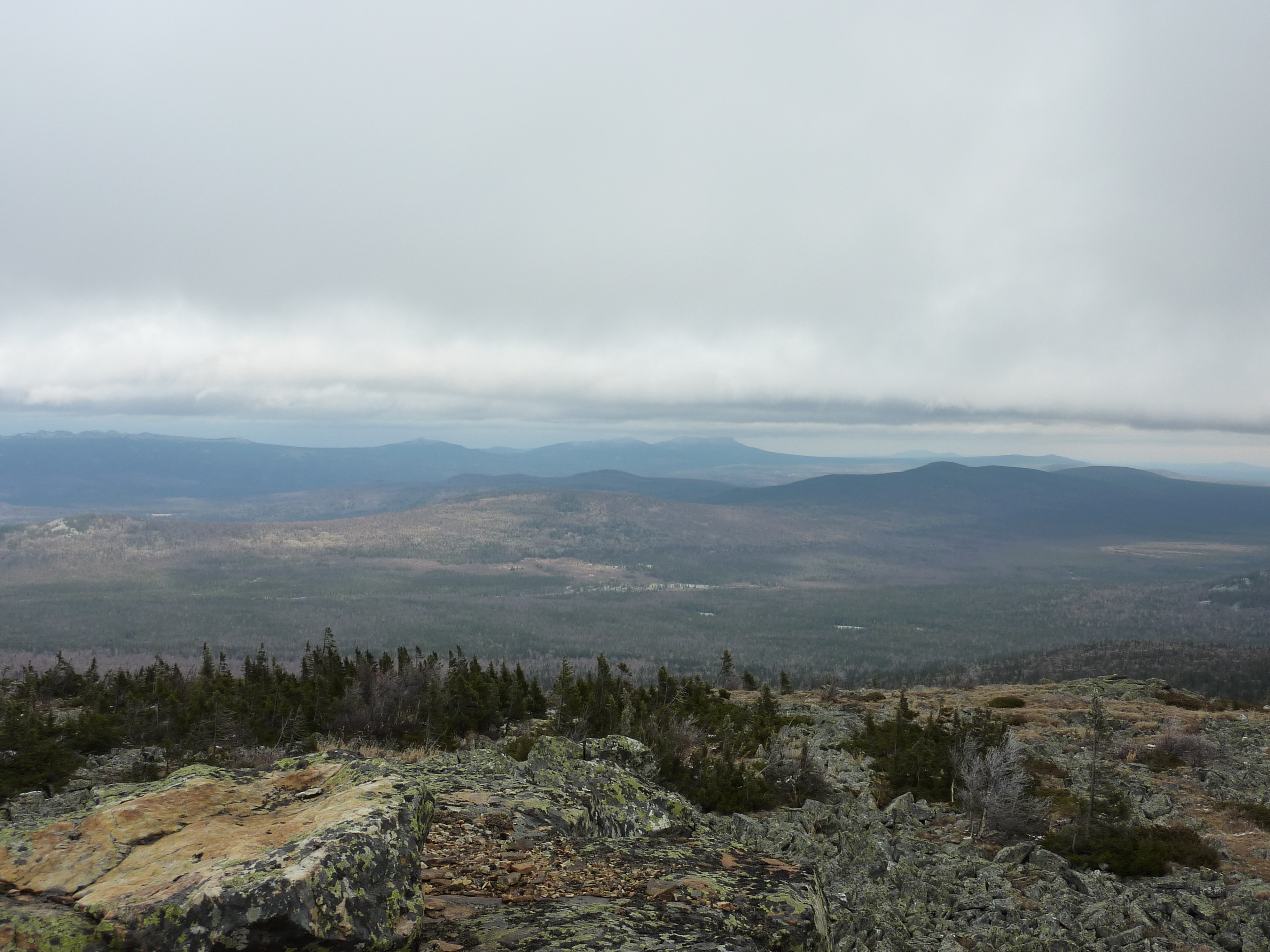
Долина реки Тюлюк

Берёт начало в межгорной котловине хребтов Аваляк и Ягодного, на уровне около 920 м, вытекая из Тюлюкских озёр (они же Тюлюкское болото).
Тюлюк — самая высокогорная река Челябинской области после реки Юрюзани, памятник природы.

## Охрана природы
Река Тюлюк признана памятником природы. Решение принято Челябинским облисполкомом 06.10.1987, № 361.
Охраняемая территория находится в Катав-Ивановском районе. Федеральная собственность, ею заведует ГЛФ Юрюзанский лесхоз. Ведомственная подчинённость: ОГУ Дирекция особо охраняемых природных территорий Челябинской области.

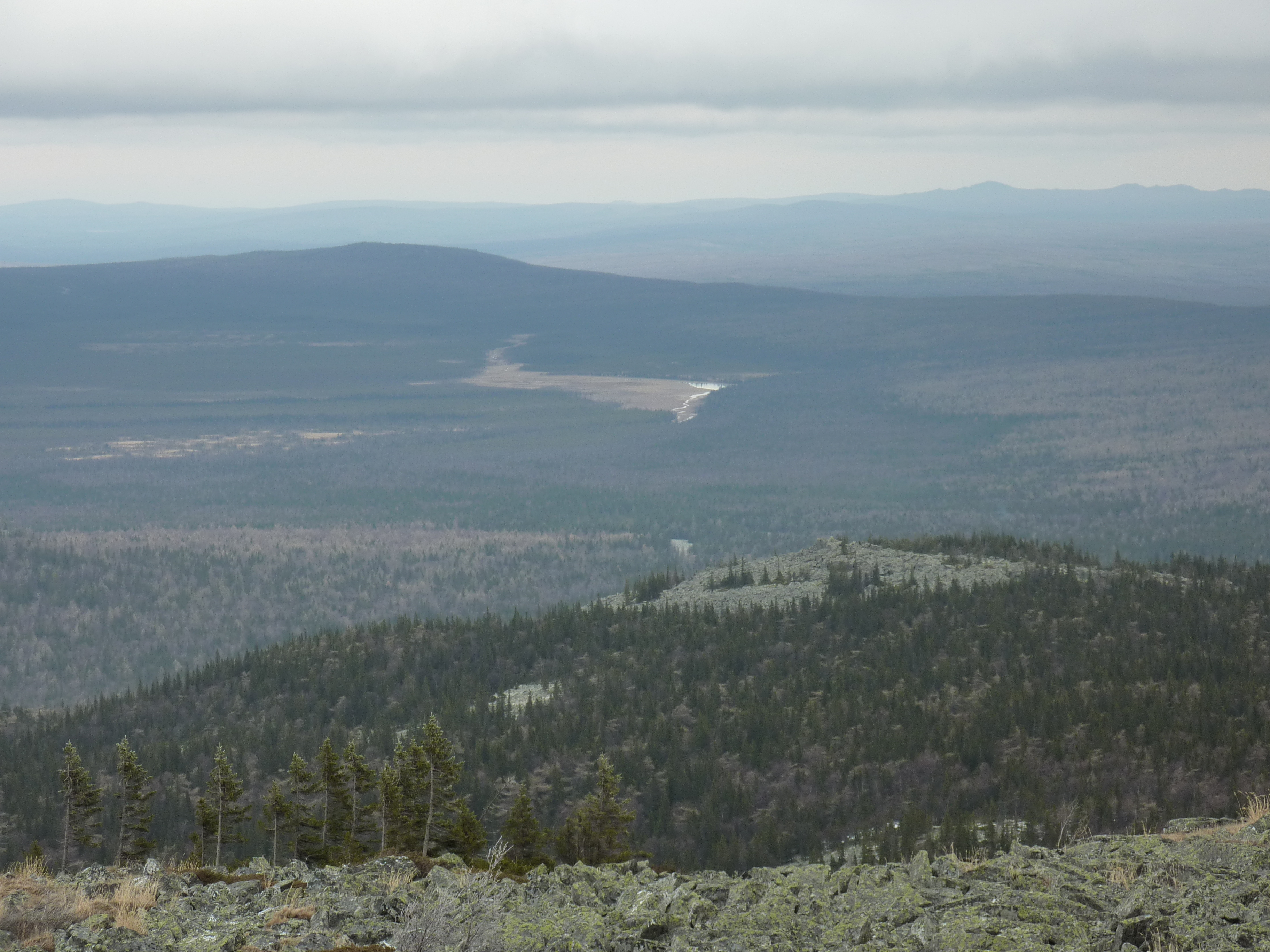
Вид на Тюлюкские озёра, откуда вытекает река Тюлюк

Природный район: лесная зона. Подзона горных среднетаёжных темнохвойных лесов хребтовой полосы Урала. Район темнохвойных лесов и гольцов верхнего пояса Южного Урала.

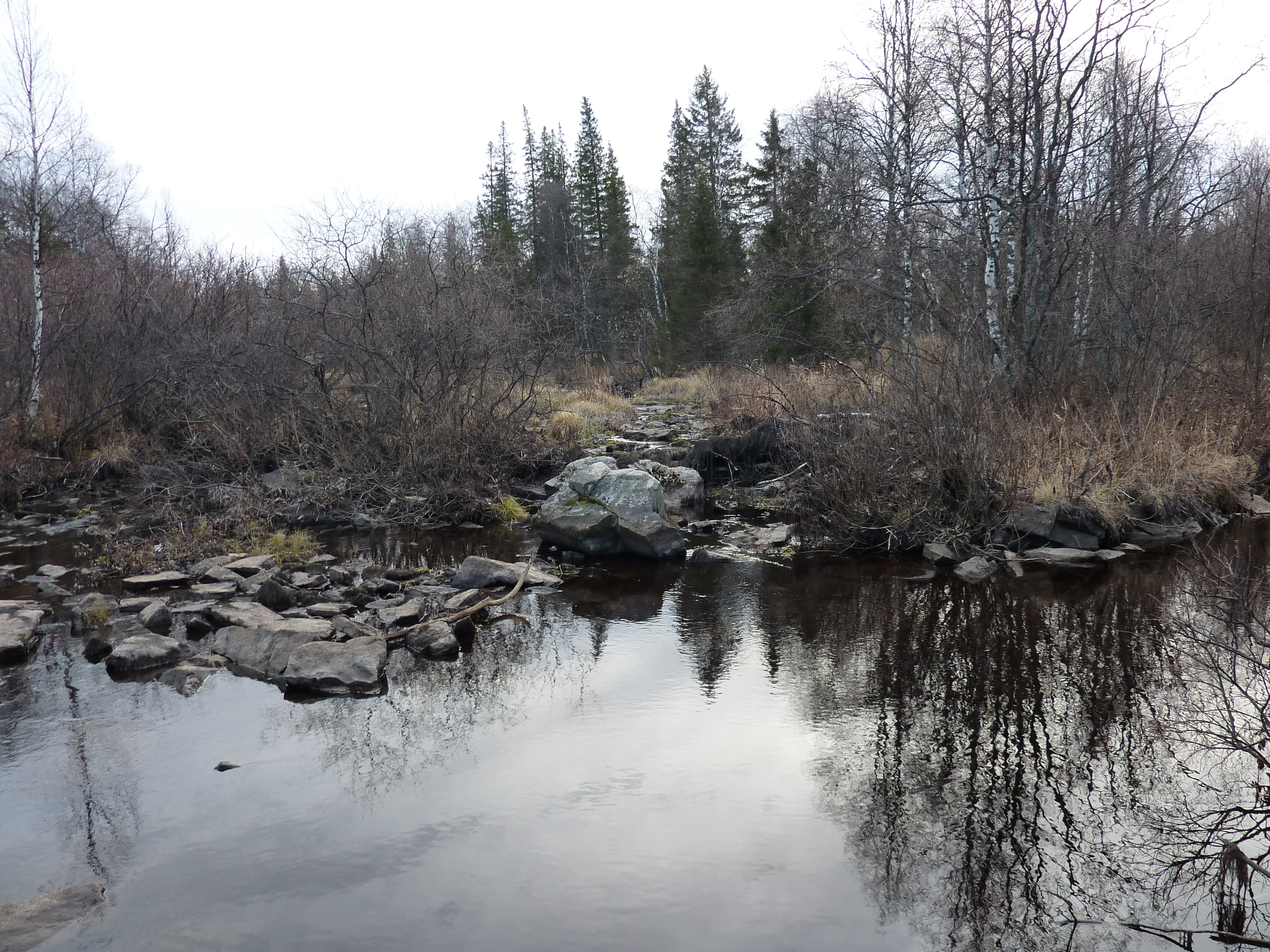
Брод через Тюлюк

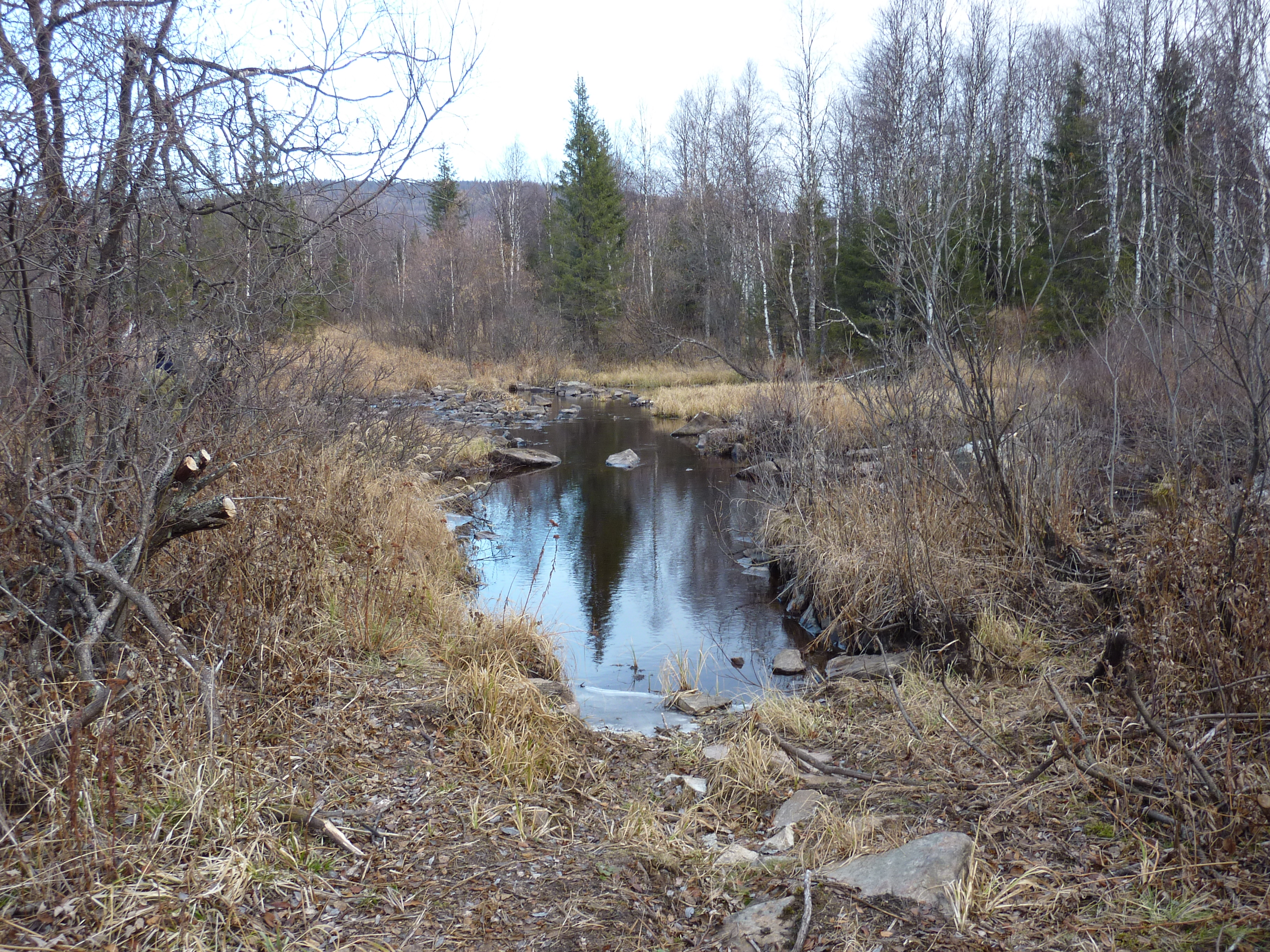
Брод через Тюлюк

## Течение

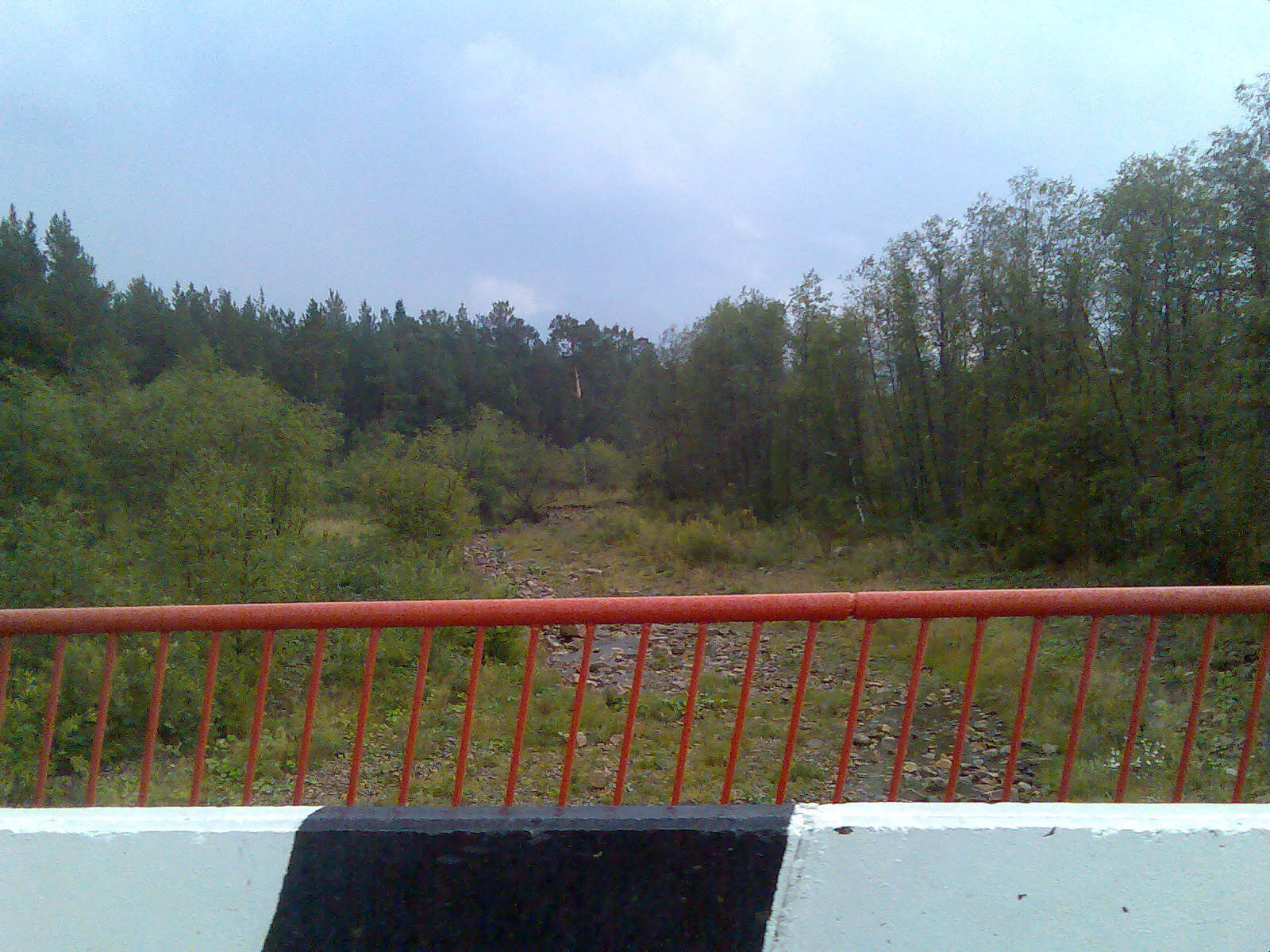
Сухое русло Тюлюка

В верховьях, среди болот, река спокойная, широкая (до 10 м). Брод труднонаходим, река достигает глубин 12 м. Тюлюк некоторое время течёт под землёй, далее путь реки пролегает по горным долинам.
В 14 км выше села Тюлюк река около трёх километров течёт под каменной россыпью, потом вырывается из-под земли бурными, холодными водопадами и буквально скачет по камням. Берега реки труднопроходимы, троп вдоль реки нет. Одно из самых красивых мест на реке «Ларькина мельница», в 2 километрах выше по течению от деревни Тюлюк. Здесь река прорывается между двух скал. К Ларькиной мельнице ведёт лесная дорога.

## Использование реки
Тюлюк за 25 километров своего пути имеет значительный перепад русла по высоте, более 400 метров, то есть 16 метров на каждый километр русла. Поэтому на Тюлюке ставили водяные мельницы. Гора, находящаяся справа от реки, так и названа: Мельничная. В туристической достопримечательности Ларькина мельница ещё остались следы от запруды. До Великой Отечественной войны на Тюлюке стояло 7 или 8 мельниц.
Река использовалась для сплава леса.
Сейчас — природоохранная зона, хозяйственная деятельность запрещена. Единственный расположенный на реке населённый пункт — село Тюлюк — находится в 2 км от устья.
Туризм.

## Биосфера
В верховьях реки — клюквенные болота, по берегам сохранились глухариные токовища.
В чистой речной воде водится хариус.

## Данные водного реестра
По данным государственного водного реестра России относится к Камскому бассейновому округу, водохозяйственный участок реки — Уфа от Нязепетровского гидроузла до Павловского гидроузла, без реки Ай, речной подбассейн реки — Белая. Речной бассейн реки — Кама.
По данным геоинформационной системы водохозяйственного районирования территории РФ, подготовленной Федеральным агентством водных ресурсов:
- Код водного объекта в государственном водном реестре — 10010201112111100023149
- Код по гидрологической изученности (ГИ) — 111102314
- Код бассейна — 10.01.02.011
- Номер тома по ГИ — 11
- Выпуск по ГИ — 1